# سمير عبود
سمير عبد السلام عبود (29 سبتمبر 1972-)، لاعب كرة قدم ليبي معتزل، ولد في طرابلس في ليبيا. لعب كحارس مرمى في نادي الاتحاد الليبي وفي المنتخب الليبي لكرة القدم، تألق خلال مسيرته الرياضية التي استمرت لمدة 18 عام ويعتبر أكثر لاعب ليبي تتويجا بالألقاب والبطولات بـ "25" لقب .
سجل سمير عبود خلال مسيرته الكروية 4 أهداف وجميعها من ضربة جزاء، سجل الهدف الأول بالدوري الليبي 2005 إمام فريق الشط، والهدف الثاني بدوري أبطال العرب 2005 إمام الوداد البيضاوي، والهدف الثالث بالدورى الليبي ذهاب موسم 08/09 في مرمى فريق التحدي، أما الهدف الرابع والأخير فكان أيضا بالدوري الليبي ذهاب موسم 09/10 في مرمى فريق النصر.

## جوائز
- جائزة فريق العام من الاتحاد الأفريقي لكرة القدم لأفضل حارس مرمى لعام 2011.[4]

## روابط خارجية
- سمير عبود على موقع الاتحاد الدولي (مؤرشف)  (الإنجليزية)
- سمير عبود على موقع قاعدة بيانات كرة القدم.إي يو (الإنجليزية)
- سمير عبود على موقع ناشيونال فوتبول تيمز (الإنجليزية)
- سمير عبود على موقع Soccerway.com (الإنجليزية)